# Чуча (приток Оки)

Чуча — река в России, протекает в Владимирской и Нижегородской областях. Устье реки находится в 145 км по левому берегу реки Ока. Длина реки составляет 22 км.
Исток реки в лесах на территории Муромского заказника в 7 км к северо-востоку от села Фоминки. В верхнем течении течёт на северо-восток по ненаселённому лесу, затем поворачивает на юг, протекает деревни Павликово, Павалихино и Быкасово. В нижнем течении выходит на Приокскую пойму, где вновь поворачивает на северо-восток и около 5 километров течёт параллельно Оке вплоть до устья. Большая часть течения реки лежит в Гороховецком районе Владимирской области, устье и заключительные километры — в Вачском районе Нижегородской области.

## Данные водного реестра
По данным государственного водного реестра России относится к Окскому бассейновому округу, водохозяйственный участок реки — Ока от города Муром до города Горбатов, без рек Клязьма и Тёша, речной подбассейн реки — бассейны притоков Оки от Мокши до впадения в Волгу. Речной бассейн реки — Ока.
По данным геоинформационной системы водохозяйственного районирования территории РФ, подготовленной Федеральным агентством водных ресурсов:
- Код водного объекта в государственном водном реестре — 09010301212110000031063
- Код по гидрологической изученности (ГИ) — 110003106
- Код бассейна — 09.01.03.012
- Номер тома по ГИ — 10
- Выпуск по ГИ — 0